# Contracorriente (filme)
Contracorriente é um filme de drama de 2009 dirigido e escrito por Javier Fuentes-León e Julio Rojas. Foi selecionado como representante do Peru à edição do Oscar 2010, organizada pela Academia de Artes e Ciências Cinematográficas.

## Elenco
- Cristian Mercado - Miguel
- Manolo Cardona - Santiago
- Tatiana Astengo - Mariela